# Ophiomyia cornuta
Ophiomyia cornuta este o specie de muște din genul Ophiomyia, familia Agromyzidae, descrisă de De Meijere în anul 1910. Conform Catalogue of Life specia Ophiomyia cornuta nu are subspecii cunoscute.